# Aquifoliaceae
Famille
Classification APG III (2009)
Les Aquifoliaceae (Aquifoliacées) sont une famille de plantes dicotylédones comprenant 400-600 espèces réparties en 1 à 2 genres.
Ce sont de petits arbres ou des arbustes, généralement à feuilles persistantes épineuses, des régions tempérées à tropicales.
En France, c'est la famille du houx (genre Ilex).
Le maté ou thé du Paraguay est fourni par les feuilles séchées de l'espèce Ilex paraguariensis.

## Étymologie
Le nom vient de Aquifolium, nom donné par Joseph de Tournefort, qui est le nom latin du houx, Ilex. Ce dernier est lui-même le nom latin du « chêne vert » ou Yeuse Quercus ilex (Fagaceae), parfois appelé « chêne faux houx » précisément du fait de la ressemblance de ses feuilles avec celles du houx Ilex aquifolium. 
Quant à aquifolium, il est la déformation du latin acrifolium (houx), de acer, « pointu ; perçant ; aigu » (ou de acus, aiguille), et folium, feuille, en référence aux feuilles très pointues de certaines espèces.

## Classification
La classification phylogénétique APG II (2003) et classification phylogénétique APG III (2009) placent cette famille dans l'ordre des Aquifoliales.

## Liste des genres
Selon Angiosperm Phylogeny Website (12 nov. 2015), NCBI (12 nov. 2015), DELTA Angio (12 nov. 2015) :
- Ilex L.
- Nemopanthus Raf.

Selon ITIS (12 nov. 2015) :
- genre Ilex L.

## Liste des espèces
Selon NCBI (9 Jul 2010) :
genre Ilex
- Ilex aculeolata
- Ilex affinis
- Ilex amara
- Ilex amelanchier
- Ilex anomala
- Ilex anonoides
- Ilex aquifolium
- Ilex argentina
- Ilex arnhemensis
- Ilex asperula
- Ilex asprella
- Ilex beanii
- Ilex beecheyi
- Ilex bioritsensis
- Ilex brasiliensis
- Ilex brevicuspis
- Ilex buergeri
- Ilex buxifolia
- Ilex canariensis
- Ilex cassine
- Ilex chamaebuxus
- Ilex chamaedryfolia
- Ilex ciliospinosa
- Ilex cissoidea
- Ilex colchica
- Ilex collina
- Ilex conocarpa
- Ilex corallina
- Ilex coriacea
- Ilex cornuta
- Ilex crenata
- Ilex cumulicola
- Ilex cymosa
- Ilex cyrtura
- Ilex cf. cyrtura
- Ilex decidua
- Ilex dimorphophylla
- Ilex dipyrena
- Ilex discolor
- Ilex dugesii
- Ilex dumosa
- Ilex fargesii
- Ilex ficoidea
- Ilex cf. ficoidea
- Ilex formosana
- Ilex fragilis
- Ilex geniculata
- Ilex georgei
- Ilex glabra
- Ilex goshiensis
- Ilex guianensis
- Ilex havilandii
- Ilex hippocrateoides
- Ilex hookeri
- Ilex hybrid cultivar
- Ilex hylonoma
- Ilex integerrima
- Ilex integra
- Ilex integrifolia
- Ilex intricata
- Ilex kinabaluensis
- Ilex kingiana
- Ilex kusanoi
- Ilex laevigata
- Ilex latifolia
- Ilex laurina
- Ilex leucoclada
- Ilex liebmannii
- Ilex liukiuensis
- Ilex longipes
- Ilex lundii
- Ilex macrocarpa
- Ilex macrophylla
- Ilex macropoda
- Ilex maingayi
- Ilex matanoana
- Ilex maximowicziana
- Ilex mertensii
- Ilex micrococca
- Ilex microdonta
- Ilex mitis
- Ilex montana
- Ilex mucronata
- Ilex mucronulata
- Ilex mutchagara
- Ilex myrtifolia
- Ilex nervulosa
- Ilex nipponica
- Ilex nitida
- Ilex nothofagifolia
- Ilex opaca
- Ilex oppositifolia
- Ilex paraguariensis
- Ilex pedunculosa
- Ilex perado
- Ilex percoriacea
- Ilex pernyi
- Ilex poneantha
- Ilex pseudobuxus
- Ilex pubescens
- Ilex pubilimba
- Ilex purpurea
- Ilex quercetorum
- Ilex cf. quercetorum
- Ilex repanda
- Ilex retusa
- Ilex revoluta
- Ilex rivularis
- Ilex rotunda
- Ilex rubra
- Ilex rugosa
- Ilex rupicola
- Ilex sebertii
- Ilex serrata
- Ilex shennongjiaensis
- Ilex spicata
- Ilex spinigera
- Ilex subcordata
- Ilex sugerokii
- Ilex taubertiana
- Ilex teratopis
- Ilex theezans
- Ilex tolucana
- Ilex trichothyrsa
- Ilex triflora
- Ilex tsoii
- Ilex verticillata
- Ilex viridis
- Ilex vomitoria
- Ilex wallichii
- Ilex warburgii
- Ilex wilsonii
- Ilex × attenuata
- Ilex × kiusiana
- Ilex × makinoi
- Ilex × meserveae
- Ilex × wandoensis
- Ilex yunnanensis
- Ilex zhejiangensis
- Ilex zygophylla
- Ilex sp. Craven s.n.
- Ilex sp. Erixon and Bremer 52
- Ilex sp. MAG-2009
- Ilex sp. Qiu 94038

genre Nemopanthus
- Nemopanthus mucronatus